# عدم تحمل الطعام
حالة عدم تحمل الطعام هي ردة فعل سلبية للجسم، تجاه طعام أو مشروب أو مادة مضافة للأغذية أو مركب موجود في الأطعمة التي تسبب الأعراض في واحد أو أكثر من أعضاء وأنظمة الجسم، ولكنها تدل عمومًا على ردود فعل أخرى غير حساسية الطعام. يستخدم مصطلح فرط الحساسية الغذائي في نطاق واسع للإشارة إلى كلا من عدم تحمل الطعام والحساسية الغذائية.
الحساسية الغذائية هي تفاعلات مناعية، وعادة ما يكون رد فعل IgE ناتج عن إطلاق الهستامين ولكن يشمل أيضًا الاستجابات المناعية غير IgE. هذه الآلية تسبب الحساسية لإعطاء رد فعل فوري (بضع دقائق إلى بضع ساعات) للأطعمة.
يمكن تصنيف الحساسية ضد الطعام وفقًا لآليات معينة. فيمكن أن ينتج الحساسية ضد الطعام عن عدم وجود مواد كيميائية معينة أو إنزيمات ضرورية لهضم مادة غذائية معينة، ويظهر ذلك جليا في حالة عدم تحمل الفركتوز الوراثي. قد يكون نتيجة لخلل في قدرة الجسم على امتصاص العناصر الغذائية، كما هو الحال في ضعف امتصاص الفركتوز. يمكن أن تحدث تفاعلات الحساسية ضد الطعام للمواد الكيميائية التي تحدث بشكل طبيعي في الأطعمة، كما هو الحال في حساسية الساليسيلات.كما يمكن للأدوية التي يتم الحصول عليها من النباتات، مثل الأسبرين، أن تسبب أيضًا مثل هذه الأنواع من ردود الفعل.

## تعريفات
يستخدم مصطلح فرط الحساسية الغذائية للإشارة بشكل واسع إلى كل من عدم تحمل الطعام والحساسية الغذائية. هناك مجموعة متنوعة من المصطلحات السابقة التي لم تعد تستخدم مثل «الحساسية الزائفة».
يمكن أن تشمل ردود فعل الحساسية ضد الطعام الاستجابات الدوائية والأيضية والأمعاء المعوية للأطعمة أو المركبات الغذائية. بيد أن مصطلح الحستسية ضد الطعام لا يشمل الاستجابات النفسية  أو الأمراض المنقولة بالغذاء.
فرط الحساسية للطعام غير الأرجي هو استجابة فسيولوجية غير طبيعية. وقد يكون من الصعب تحديد المادة التي تسبب هذا التحسس لأن التفاعلات يمكن أن تتأخر، وتعتمد على الجرعة، كما ويمكن العثور على مركب معين يسبب التفاعل في العديد من الأطعمة.
- ردود الفعل الغذائية الأيضية هي نتيجة عيوب خلقية أو المكتسبة في عملية التمثيل الغذائي للعناصر الغذائية، كما هو الحال في نقص الاكتاز وفينيلكتونوريا والفوال.
- وبشكل عام فإن التفاعلات الدوائية تحدث بسبب المواد الكيميائية ذات الوزن الجزيئي المنخفض والتي تكون إما كمركبات طبيعية، مثل الساليسيلات والأمينات، أو مواد مضافة في المواد الغذائية، مثل المواد الحافظة، والتلوين، والمستحلبات ومحسنات الذوق. هذه المواد الكيميائية قادرة على التسبب في آثار جانبية تشبه المخدرات (الكيمياء الحيوية) في الأفراد المعرضين لذلك.[5]
- يمكن أن تكون التفاعلات المعوية بسبب سوء الامتصاص أو غيرها بسبب تشوهات الجهاز الهضمي.
- تتوسط الاستجابات المناعية بواسطة الغلوبولين المناعي غير IgE، حيث يتعرف جهاز المناعة على طعام معين كجسم غريب.
- قد تكون السموم موجودة بشكل طبيعي في الطعام، أوقد تطلقها البكتيريا، أو تكون موجودة بسبب تلوث المنتجات الغذائية. و تحدث تفاعلات الطعام السامة نتيجة للتفاعل المباشر مع طعام أو مادة دون تدخل مناعي.
- تنطوي ردود الفعل النفسية ضد أحد الأطعمة على مظهر من مظاهر الأعراض السريرية التي لا تسببها الأغذية ولكن تحدث بسبب المشاعر السيئة المرتبطة بالطعام. وهذه الأعراض لا تحدث عندما يتم إعطاء الطعام بصورة يتعذرعلى الشخص التعرف على ماهية هذا الطعام.

يعتبر إتباع حمية غذائية خاصة مفيدة للمساعدة في تشخيص الحساسية ضد الطعام.كما أن هناك اختبارات تشخيصية محددة لبعض حالات الحساسية ضد الطعام.

## العلامات والأعراض
تعتبر الحساسية ضد الطعام حالة مزمنة ولكنها تبدوا أقل حدة وأقل وضوحًا في أعراضها، وغالبًا ما يكون تشخيصها أكثر صعوبة من الحساسية الغذائية. تختلف أعراض عدم تحمل الطعام بشكل كبير، ويمكن أن تتخطئ في أعراضها الحساسية الغذائية. في حين ترتبط الحساسية الحقيقية باستجابات غلوبولين المناعي IgE سريعة المفعول، فقد يكون من الصعب تحديد الغذاء المتسبب في حدوث عدم تحمل الطعام لأن الاستجابة تحدث خلال فترة طويلة من الزمن. وبالتالي، يتم فصل العامل المسبب والاستجابة في الوقت المناسب، وربما لا تكون مرتبطة بشكل واضح. تبدأ أعراض عدم تحمل الطعام عادة بعد حوالي نصف ساعة من تناول الطعام المعني أو شربه، لكن في بعض الأحيان قد تتأخر الأعراض لمدة تصل إلى 48 ساعة.
يمكن أن يحدث عدم تحمل الطعام مع الأعراض التي تؤثر على الجلد والجهاز التنفسي والجهاز الهضمي (GIT) سواء بشكل فردي أو مجتمعة في وقت واحد. وتشمل الأعراض التي تظهر على الجلد كلا من الطفح الجلدي، الشرى (خلايا النحل)،  وذمة وعائية،  التهاب الجلد،  والأكزيما. ويمكن أن تشمل أعراض الجهاز التنفسي كلا من احتقان الأنف،والتهاب الجيوب الأنفية،والتهابات البلعوم،والربو،والسعال غير المنتج. كما تشمل أعراض الجهاز الهضمي كلا من قرحة الفم،و التشنج البطني، والغثيان، والغازات، والإسهال المتقطع، الإمساك، متلازمة القولون العصبي (IBS)،  وقد تشمل الحساسية المفرطة.
وجد أن عدم تحمل الغذاء يرتبط بمرض القولون العصبي ومرض التهاب الأمعاء،و  الإمساك المزمن،  وعدوى التهاب الكبد المزمن،  الأكزيما،  وعدم تحمل مضادات الالتهاب غير الستيروئيدية،  الشكاوى التنفسية،  بما في ذلك الربو،  التهاب الأنف والصداع،  عسر الهضم الوظيفي،  التهاب المريء اليوزيني  وأمراض الأنف والحنجرة.

## الأسباب
قد تكون ردود الفعل السلبية على المكونات الكيميائية الموجودة في النظام الغذائي أكثر شيوعًا من الحساسية الغذائية نفسها، [بحاجة لمصدر] وعلى الرغم من عدم وجود دليل يدعم هذا. فإن الحساسية تنتج عن العديد من المواد الكيميائية العضوية التي توجد بشكل طبيعي في مجموعة واسعة من الأطعمة ولحوم الحيوانات والخضروات، في كثير من الأحيان تحدث بسبب إضافات المواد الغذائية والمواد الحافظة والأصباغ والنكهات، مثل الكبريتيت أو الأصباغ.كما وقد تسبب كل من المكونات الطبيعية والاصطناعية ردود فعل سلبية لدى الأشخاص الذين لديهم هذا النوع من الحساسية في حالة استهلاكها بكميات كافية، كما أن درجة الحساسية تختلف بين الأفراد.
يمكن أن تحدث الاستجابات الدوائية للمركبات التي توجد بشكل طبيعي في الغذاء، أو ما يسمى بالتحسس الكيميائي، مع لأفراد الحاملين لمثل هذا النوع من الحساسية أو مع غير الحاملين لها.و قد تبدأ الأعراض في أي عمر، وقد تتطور بسرعة أو ببطء. وتختلف المثيرات المسببة بين حالات العدوى الفيروسية أو المرض إلى التعرض للمواد الكيميائية البيئية.ويكون التحسس الكيميائي أكثر شيوعًا عند النساء، والذي قد يعزا إلى الاختلافات الهرمونية، حيث تشابه العديد من المواد الكيميائية الغذائية الهرمونات.
قد يسبب النقص في الانزيمات الهضمية أيضا بعض أنواع الاستجابات المناعية ضد بعض الأطعمة.فتحدثالإستجابة المناعية ضد اللاكتوز نتيجة لعدم قيام الجسم بإنتاج اللاكتاز الكافي لهضم اللاكتوز في اللبن؛  كما أن الأطعمة التي تحتوي على نسبة أقل من اللاكتوز، مثل الجبن، تكون أقل عرضة للتفاعل في هذه الحالة.وتعتبر الاستجابة المناعية ضد الكربوهيدرات الناجمة عن نقص الانزيم حالة وراثية تسمى الاستجابة المناعية الوراثية ضد الفركتوز .
مرض الاضطرابات الهضمية، وهو اضطراب المناعة الذاتية الناجم عن استجابة مناعية لجلوتين البروتين، يؤدي إلى استجابة مناعية ضد الغلوتين ويمكن أن يؤدي إلى استجابة مناعية ضد اللاكتوز بشكل مؤقت.
تعتبر الساليسيلات أكثر المواد الكيميائية التي يتم توزيعها في الجسم بشكل طبيعي على نطاق واسع والتي يمكن أن تؤدي إلى استفزاز ردود الفعل،  على الرغم من أن التارتازين وحمض البنزويك معروفان جيدًا لدى الأفراد المعرضين للإصابة. توجد البنزوات والساليسيلات بشكل طبيعي في العديد من الأطعمة، بما في ذلك الفواكه والعصائر والخضروات والتوابل والأعشاب والمكسرات والشاي والمسكرات والقهوة. وتسبب حساسية الساليسيلات ردود فعل ليس فقط على الأسبرين ومضادات الالتهاب غير الستيروئيدية ولكن أيضًا على الأطعمة التي توجد فيها الساليسيلات بشكل طبيعي، مثل الكرز.
كما وتشمل المواد الكيميائية الطبيعية الأخرى التي تسبب عادة ردود الفعل المناعية والتفاعلية الأمينات والنترات والكبريتات وبعض مضادات الأكسدة. وغالبا تكون المواد الكيميائية المستخدمة لإضافة رائحة أونكهة موادا مشبوهة.
وليس هناك أي علاقة بين تصنيف أو تجنب الأطعمة التي تعتمد على الفصائل النباتية ومحتواها الكيميائي ولا علاقة له بضبط ردود الفعل المناعية ضد بعض الأطعمة.
إن الأطعمة المحتوية على الساليسيلات تشمل كلا من التفاح والفواكه الحمضية والفراولة والطماطم والنبيذ، في حين أن ردود الفعل المناعية ضد بعض الأطعمة مثل الشوكولاته والجبن والموز والأفوكادو والطماطم أو النبيذ تشير إلى الأمينات باعتبارها مادة كيميائية غذائية محتملة. وبالتالي، ولذلك فإن استبعاد بعض الأطعمة لا يحدد بالضرورة المادة الكيميائية المسؤولة عن ردت الفعل المناعية حيث يمكن أن تتواجد نفس موادها الكيميائية في أطعمة أخرى من الطعام.، وقد تكون للمريض حساسية ضد العديد من المواد الكيميائية الغذائية وقد تظهر ردت الفعل على هيئة إرجاع الطعام فور تناوله على الأرجح عند تناول الأطعمة التي تحتوي على المادة المسببة بكمية مختلطة تتجاوز عتبات حساسية المريض. لدى الأشخاص الذين يعانون من الحساسية الغذائية عتبات حساسية مختلفة، وبالتالي ستحدث ردت الفعل المناعية لدى لأشخاص الأكثر حساسية مع أصغر كمية للمادة المسببة للتحسس.

## طريقة تطور المرض
تعتبر ردود الفعل المناعية ضد بعض الأطعمة كلها ردود فعل سلبية ضد الطعام. وتشمل المجموعات الفرعية الأنزيمية (مثل دوود الفعل المناعية ضد اللاكتوز بسبب نقص اللاكتاز)، والدوائية (على سبيل المثال التفاعلات ضد الأمينات الحيوية، ردت الفعل المناعية ضد
الهستامين )، وردود الفعل المناعية ضد بعض الأطعمة الغير محدد (على سبيل المثال ضد بعض المنكهات الغذائية).
يمكن أن تحدث ردود الفعل المناعية ضد بعض الأطعمة بسبب العيوب الأنزيمية في الجهاز الهضمي، كما، يمكن أن ينتج عن التأثيرات الدوائية للأمينات النشطة في الأوعية الموجودة في الأطعمة (مثل الهستامين)،  بين التشوهات الأيضية والصيدلانية والجهاز الهضمي الأخر.
قد تتعايش الحساسية وردود الفعل المناعية ضد بعض الأطعمة مع أمراض منفصلة؛ ولعل أبر هذه الأمراض هي حساسية حليب البقر (CMA) وعدم تحمل للاكتوز.

## التشخيص
يمكن أن يشتمل تشخيص حالة درة الفعل المناعية ضد بعض الأطعمة على اختبار التنفس للهيدروجين لعلاج عدم تحمل اللاكتوز وسوء امتصاص الفركتوز، والوجبات الغذائية للتخلص، واختبار ELISA للاستجابات المناعية بوساطة IgG لأطعمة معينة. ومن المهم أن تكون قادرًا على التمييز بين الحساسية الغذائية وعدم تحمل الطعام وأمراض المناعة الذاتية في إدارة هذه الاضطرابات. فعدم تحمل الطعام بوساطة IgE أكثر مزمنًا وأقل حدة وأقل وضوحًا في أعراضه السريرية وغالبًا ما يكون تشخيصه أكثر صعوبة من الحساسية، لأن اختبارات الجلد والدراسات المناعية القياسية لا تعطي أي نتيجة. وعليه فعلى أنظمة الحمية الغذائية أن تزيل جميع الأطعمة التي لا يمكن للشخص تحملها أو( تسبب ردود فعل مناعية )، أو جميع الأطعمة التي تحتوي على مركبات مضره. كذلك لا يتم عادتا إجراء الفحص السريري بشكل عام إلا في الحالات الأكثر خطورة، كما هو الحال بالنسبة للشكاوي البسيطة التي لا تعيق نمط حياة الشخص عموما، وذلك لان العلاج قد يزعج المريض أكثر من المشكلة.
كما وتعتبر اختبارات IgG4 غير صالحة ؛لأنها تشير إلى تكرار تعرض الشخص لبروتينات الطعام التي يعاملها الجهاز المناعي كأجسام غريبة وبالتالي يعد لها استجابة فسيولوجية طبعية بعد التعرض للمكونات الغذائية. على الرغم من أن إزالة الأطعمة (المسببة للحساسية) بناءً على اختبار IgG-4 مع مرضى IBS أدى إلى تحسن في الأعراض،  فقد لوحظ زيادة النتائج الإيجابية عند إزالة القمح والحليب من العوامل المحددة في اختبار IgG-4. بينما يعتبرأختبار IgG-4 أنه أمر مشكوك فيه لأنه يعتبر الأشخاص الأصحاء الذين لم تظهر عليهم أعراض عدم تحمل الطعام يعتبر لديهم تقبل لعدة أطعمة.
يتم التشخيص باستخدام التاريخ الطبي والفحوصات الجلدية والمصلية لاستبعاد وجود أسباب أخرى لهذا التحسس، ويتم إجراء اختبار الغذاء الخاضع للرقابة للحصول على التأكيد النهائي. وقد ينطوي العلاج تجنب بعض الأطعمة لفترة طويلة الأجل،  أو ربما قد تكون هناك إمكانية لإعادة تكوين درجة من تقبل هذه الأطعمة.
هناك العديد من الطرق المتاحة اليوم لإختبارذلك منها اختبار السمية الخلوية، واختبار MRT، واختبار Elisa، و Microarray Elisa Testing. استعرضت Allergy US هذه التقنيات ويبدو أن تقنية Microarray هي الأجدر بالثقة من بين هذه التقنيات.

## الوقاية
هناك نتائج لدراسات على دم الحبل السري تؤكد على أن التحسس وتقبل الأطعمة على حد سواء يمكن أن تبدأ في فترة الحمل، وبالتالي فإن أهمية التوعية بالأطعمة تمتد قبل الولادة، وتبقى أهميتها الكبرى خلال فترة الطفولة المبكرة عندما يكون الجهاز المناعي والمسالك المعوية لا تزال في طور النمو. بيد أنه لا يوجد دليل قاطع يؤكد إمكانية وقاية الطفل من الإصابة بمثل هذه الحساسية عن طريق إمتنعا الأم أثناء الحمل من تناول الألبان في نظامها الغذائي؛ بل وغالبا لاتنصح الأم بإتباع ذلك نظرا لأن خطر الإصابة بسوء التغذية يفوق إمكانية الاستفادة من ذلك. ومع ذلك، فهناك حاجة ماسة إلى المزيد من التجارب العشوائية التي تكون تحت المتابعة لدراسة ما إذا كان إزالة الأمهات المرضعات بعض الأطعمة من نظامهن الغذائي يمكن أن يقلل حقا من خطر الإصابة إلى حد كبيروما إذا كان لذلك أثار بالغة الضرر على تغذية الأمهات.
توصلت ملاحظات كوكرين إلى أنه لا يمكن التوصية بالتغذية باستخدام تركيبة من الصويا للوقاية من الحساسية أوعدم تحمل الطعام عند الرضع. قد يكون هناك ما يبرر الحاجة إلى إجراء المزيد من البحوث لتحديد دور مستحضرات الصويا للوقاية من الحساسية أو عدم تحمل الطعام عند الرضع غير القادرين على الرضاعة الطبيعية وعلاقة ذلك بوجود تاريخ عائلي متأصل في وجود الحساسية أو عدم تحمل بروتين حليب البقر. ويوصي الآخرون بأن النظام الغذائي في حالة الحساسية وأمراض الاضطرابات الهضمية يكون فعال في الوقاية من أمراض الحساسية عند الرضع المعرضين لخطر شديد، وخاصة في مرحلة الطفولة المبكرة فيما يتعلق بحساسية الطعام والأكزيما. ومن المؤكد أن النظام الغذائي الأكثر فاعلية هو الإرضاع الطبيعي من الثدي لمدة لا تقل عن 4-6 أشهر أو، في حالة عدم وجود حليب الثدي، يتم تعويضه بمنتجات الحليب الموثقة لمدة لا تقل عن 4 أشهرالأولى، جنبًا إلى جنب مع تجنب الأطعمة الصلبة وحليب البقر في الأشهر الأربعة الأولى.

## السيطرة على الحالة
يمكن للأفراد تجربة تغييرات طفيفة في نظامهم الغذائي لاستبعاد الأطعمة التي تسبب ردود أفعال واضحة، وقد يكون ذلك فعالا للكثيرين دون الحاجة إلى مساعدة الطبيب المتخصص.ولكن قد لا تكون الأطعمة التي تسبب مشاكل واضحة جدًا نظرًا لأن الحساسية الغذائية قد لا تُلاحظ بعد ساعات أو حتى بعد أيام من هضم الطعام ولذلك يجب على الأشخاص الغير القادرين على عزل الأطعمة والأشخاص الأكثر حساسية أو الذين يعانون من أي إعاقة أن يطلبوا المساعدة الطبيب أومساعدة اختصاصي التغذية. كما وتعتبر زيارة قسم الحميات الغذائية في المستشفى التعليمي بداية جيدة لذلك. (انظر الروابط أدناه)
كما يمكنك أيضًا الاستعانة بطبيبك العام للمساعدة في التشخيص وإدارة الحالة. تم تصميم حمية الإقصاء للمواد الغذائية لاستبعاد المركبات الغذائية التي من المحتمل أن تسبب ردود فعل مناعية ولاستبعاد الأطعمة التي تسبب عادة الحساسية وتلك الأطعمة التي تسبب نقص الإنزيمات.بيد أن حمية الإقصاء ليست حمية يوميه ولكنها تهدف إلى عزل الأطعمة التي تسبب مشاكل وتحتوي على المواد الكيميائية. كما ويعتبر تجنب الأطعمة التي تحتوي على منكهات وإضافات أمرا بالغ الأهمية جنبًا إلى جنب مع حمية الإقصاء.
يجب أن يكون الأفراد والمهتمين على دراية بأنه أثناء عملية إزلة بعض الأطعمة من النظام الغذائي، يمكن أن يتعرض المرضى إلى نوع من إدمان الطعام، والعزلة، والانسحاب، وزيادة في الوعي. حيث أن الأطعمة التي يعتبرها الفرد «جزء من كل يوم» هو أشبه بالإدمان، وتشمل هذه الأطعمة على الشاي والقهوة والشوكولاتة والأطعمة الصحية والمشروبات، وذلك لأن جميعها تحتوي على مواد غذائية كيميائية. ومن غير المرجح أن يتعرف الأفراد على الأطعمة التي تسبب لهم مشاكل نظرا لانهم لايتناولوها مفردة كما ويرجع ذلك أيضا إلى أن هناك فاصل زمني بين الأكل وظهور الأعراض. ويمكن لعملية إزالة الأطعمة أن تقضي على الإدمان وأن تكشف الأطعمة التي تسبب مشاكل حتى يتمكن المرضى من ربط السبب والنتيجة.
وحتى يتم الكشف عن المادة الغذائية أو المادة الكيميائية المسببة للحساسية يستغرق الأمر حوالي خمسة أيام من الامتناع عن تناول هذه المواد. وخلال الأسبوع الأول من تطبيق حمية الإقصاء يمكن أن تحدث استجابه ولكن قد يستغر الأمر أسبوعين على الأقل لإزالة الآثار المتبقية. ولكن إذا لم تخف هذه الأعراض بعد ستة أسابيع من أتباع حمية الإقصاء، فمن غير المحتمل أن يكون الفرد مصاب بعدم تحمل الطعام وفي هذه الحالة يجب إعادة اتباع النظام الغذائي الطبيعي المعتاد. وغالبًا ما تظهر عمليات الاستجابة بخفض عتبة الحساسية التي تساعد في اختبار التحدي، ولكن في هذه الفترة يمكن أن يكون الأفراد حساسين للغاية حتى من رائحة الطعام لذلك يجب توخي الحذر وتجنب جميع الحالات التي تسبب تعرض للمواد .
بعد أسبوعين أو أكثر إذا تقلصت الأعراض بشكل كبير أو استمرت لمدة خمسة أيام على الأقل، يمكن بدء اختبار التحدي. ويمكن القيام بذلك باستخدام أطعمة مختارة تحتوي على مادة كيميائية غذائية واحدة فقط لعزلها في حالة حدوث تفاعلات. في أستراليا، تتوفر المواد الكيميائية الغذائية النقية في شكل كبسولة للأطباء لفحصها. وغالبا ما يتم الجمع بينها وبين كبسولات العلاج الوهمي لأغراض السيطرة. وفي هذا النوع من الأختبارات بالتحديد يجب عدم التعرض لأختبارات جديدة إلا بعد 48 ساعة إذا لم تحدث استجابة أو في حالة ظهور أي أعراض ينصح بعدم التعرض لأي اختبارات جديدة بعد خمسة أيام أعراض في حالة حدوث ردود فعل.
بمجرد تحديد جميع الحساسيات الكيميائية للأغذية، يستطيع اختصاصي التغذية وصف نظام غذائي مناسب للفرد لتجنب الأطعمة التي تحتوي على هذه المواد الكيميائية. تتوفر قوائم من الأطعمة المناسبة من مختلف المستشفيات، ويمكن لمجموعات دعم المرضى تقديم المشورة بشأن العلامة التجارية للأغذية المحلية. سوف يضمن اختصاصي التغذية تحقيق التغذية الكافية مع الأطعمة والمكملات الغذائية الآمنة إذا لزم الأمر.
على مدى فترة من الزمن، يمكن للأفراد الذين يتجنبون المواد الكيميائية الغذائية أن يبنوا مستوى من المقاومة من خلال التعرض المنتظم لكميات صغيرة بطريقة مسيطر عليها، ولكن يجب توخي الحذر، والهدف من ذلك هو بناء نظام غذائي متنوع مع تركيبة كافية.
يعتبر تشخيص الأطفال الذين تم تشخيصهم بعدم تحملهم للحليب جيد: حيث يستجيب المرضى للنظام الغذائي الذي لا يحتوي على بروتين حليب البقر وينجح غالبية المرضى في التأقلم مع ذلك. في حين أن الأطفال الذين يعانون من حساسية حليب الأبقار منذو الطفولة المبكرة تكون أحتمالية إصابتهم بالحساسية المستمرة، وتطور الحساسية الغذائية الأخرى، والربو والتهاب الأنف.
أظهرت دراسة أن تحديد ومعالجة حساسية الغذاء بشكل مناسب لدى مرضى القولون العصبي غير المستجيبين سابقًا للعلاج القياسي يؤدي إلى تحسن سريري مستمر وزيادة الرفاهية العامة ونوعية الحياة.

## علم الأوبئة
تختلف تقديرات انتشار عدم تحمل الطعام بشكل كبير من 2٪ إلى أكثر من 20٪ من السكان. واسندت حتى الآن ثلاث دراسات فقط سبب انتشار الوفيات بين البالغين الهولنديين والإنجليز إلى التحديات الغذائية مزدوجة التعمية التي يتم التحكم فيها بدون وعي. وكانت معدلات الإصابة بحساسية الغذاء أو عدم تحمل الطعام (كما أوضحته الاحصاءات) يتراوح من 12 ٪ إلى 19 ٪، في حين تراوحت معدلات الإصابة المؤكدة من 0.8 ٪ إلى 2.4 ٪. وبالنسبة للإصابة بردت الفعل المناعية ضد المضافات الغذائية، تراوحت نسبة انتشاره بين 0.01 و 0.23٪.
تم العثور على تشابه معدلات عدم تحمل الطعام بين السكان في النرويج. ومن بين 4622 موضوعًا مع استبيانات مملوءة بشكل جيد، تم تضمين 84 منها في الدراسة واوضح (1.8٪) من جمالي المشاركين أن مرض عدم تحمل الطعام يعتبر مشكلة شائعة ذات عواقب وخيمة على السكان المصابين بالـ IBS. من هذه 59 (70 ٪) لديهم أعراض تتعلق بتناول الطعام، و62 ٪ من المواد الغذائية محدودة أو مستبعدة من النظام الغذائي. وبينما أجريت اختبارات للحساسية الغذائية وسوء الامتصاص، ولكن لم يكن الهدف منها اختبار ردود الفعل المناعية. لم تكن هناك إية علاقة بين اختبارات الحساسية الغذائية وسوء الامتصاص وبين عدم تحمل الطعام المتصورة، من بين المصابين بمرض القولون العصبي.ولم يكن عدم تحمل الطعام مرتبط بألم العضلات والعظام واضطرابات المزاج.
وفقًا لمجموعة عمل RACP، «رغم عدم اعتبارها» سببًا للـ CFS، فإن بعض المرضى الذين يعانون من التعب المزمن يبلغون عن عدم تحمل الطعام والذي بدوره يمكن أن يؤدي إلى تفاقم الأعراض».

## التاريخ
في عام 1978 نشر باحثون أستراليون تفاصيل «نظام الإقصاء» لاستبعاد المواد الكيميائية الغذائية المحددة من النظام الغذائي للمرضى. وهذا يضع الأساس للدخول في تحدي مع هذه الإضافات والمواد الكيميائية الطبيعية. وباستخدام هذا النهج تم معرفة الدور الذي تلعبه العوامل الكيميائية الغذائية في التسبب في مرض الشرى المزمن مجهول السبب ا (CIU) وتمهيد الطريق لتجارب DBPCT المستقبلية لهذه المواد في دراسات عدم تحمل الطعام 
في عام 1995، اقترحت الأكاديمية الأوروبية لأمراض الحساسية والمناعة السريرية تصنيفًا على أساس الآلية المرضية المسؤولة؛ ووفقًا لهذا التصنيف، يمكن تصنيف التفاعلات غير السامة إلى «الحساسية الغذائية» في حالة معرفتهم بالتفاعلات المناعية، و «عدم تحمل الطعام» عندما لا تكون هناك آثار مناعية. يتم تعريف التفاعلات الثانوية لابتلاع الطعام بشكل عام على أنها «ردود الفعل السلبية ضد الطعام».
في عام 2003، أصدرت لجنة مراجعة التسميات التابعة للمنظمة العالمية للحساسية تقريراً عن التسميات المنقحة للاستخدام العالمي في الحساسية الغذائية وعدم تحمل الغذاء، والتي حظيت بقبول عام. ويوصف عدم تحمل الطعام بأنه «فرط التحسس من الطعام وليس حساسية» 

## المجتمع والثقافة
أثرت الشكوك في المملكة المتحدة حول عدم اعتبار تحمل الطعام كحالة معينة على تصورات الأطباء للمرضى والمشاكل التي يعاني منها المرضى.. ومع ذلك، بدلاً من الإضرار بالعلاقة بين الطبيب والمريض، اختار المتخصصون العامون (GPs) - وعلى الرغم من شكوكهم وإرشادهم بعنصر إدراك لقيود الطب الحديث - أختاروا التفاوض للتوصل إلى آراء تكون مقبولة للطرفين مع المرضى ومع معتقدات المرضى.ونتيجة لذلك فإن الأطباء أعترفوا بالمزايا الشخصية والعلاجية سواء كان ذلك بسبب تأثير الدواء الوهمي أو فائدة ثانوية أو نتيجة فيزيائية حيوية لاستبعاد طعام من النظام الغذائي .
في هولندا، لدى المرضى وأطبائهم (GPs) تصورات مختلفة عن فعالية التدخلات التشخيصية والغذائية في القولون العصبي. يعتقد المرضى أنه عدم تحمل الطعام، ويعتبر الأطباء أن نقص الألياف هو العامل الغذائي الرئيسي. وقد اقترح أن يتأكد الأطباء الهولنديون من توقعات المرضى ويحتمل أن يدمجوها في تصورهم لمرضى القولون العصبي.
تم إدخال لوائح جديدة لوضع العلامات الغذائية في الولايات المتحدة الأمريكية وأوروبا في عام 2006،  والتي يقال إنها تفيد الأشخاص الذين يعانون من عدم تحمل أي شخص. وبشكل عام، لم يكن المستهلكين المصابين بالحساسية الغذائية راضين عن ممارسات وضع العلامات الحالية. وتقترح شركات الأغذية في الولايات المتحدة الأمريكية التمييز بين الحساسية للأغذية وعدم تحمل الطعام واستخدام آلية تعتمد على الغلوبيولين المناعي (أي بوساطة مناعي للجلوبيولين المناعي E)، وموحدة وتهدد الحياة وموحدة وقابلة للقياس وتعكس شدة المخاطر الصحية. ويطبق معيار الشمول عند وضع العلامات على المواد الغذائية المثيرة للحساسية. وعادةً ما تتضمن الأعراض الناتجة عن المضافات الغذائية أو التي تتفاقم بسببها أشياء غير متوقعة (عدم تحمل الطعام) وعادة ما تكون أقل حدة من تلك التي تسببها الحساسية الغذائية، ولكنها قد تشمل الحساسية المفرطة.

## اتجاهات البحث
FODMAPs هي تخمر oligo-، DI-، السكريات الأحادية والبوليولات، والتي يتم امتصاصها بشكل سيئ في الأمعاء الدقيقة، ثم يتم تخميرها لاحقا بواسطة البكتيريا في الأمعاء الغليضة الصغيرة والأمعاء الغليظةالقريبة.وتعتبر هذه الظاهرة ظاهرة طبيعية، يتشارك في حدوثها الجميع. يؤدي إنتاج الغازات إلى نتائج أبرزها الانتفاخ وانتفاخ البطن. وعلى الرغم من أن FODMAPs يمكن أن تنتج بعض الانزعاج الهضمي لدى بعض الناس، فإنها لا تسبب التهابًا معويًا فحسب، بل إنها تتجنبه أيضًا، لأنها تنتج تغيرات مفيدة في النباتات المعوية التي تسهم في الحفاظ على صحة القولون الجيدة. FODMAPs ليست سبب متلازمة القولون العصبي أو غيرها من اضطرابات الجهاز الهضمي الوظيفية، بل الشخص يصيب الأعراض عندما تكون استجابة الأمعاء الأساسية مبالغ فيها أو غير طبيعية. قد يساعد اتباع نظام غذائي منخفض FODMAP على تحسين أعراض الجهاز الهضمي على المدى القصير عند البالغين الذين يعانون من متلازمة القولون العصبي،  ولكن متابعته طويلة الأجل يمكن أن يكون لها آثار سلبية لأنها تسبب ضارًا التأثير على الأحياء المجهرية والأيض. يجب استخدامه فقط لفترات زمنية قصيرة وتحت نصيحة أخصائي. هناك حاجة إلى مزيد من الدراسات لتقييم التأثير الحقيقي لهذا النظام الغذائي على الصحة.
كما أن اتباع نظام حمية غذائية قاسي FODMAP دون تقيم طبي شامل لهذا النظام يمكن أن يسبب مشاكل صحية خطيرة. كما يمكن لمثل هذا الحمية الغذائية أن تخفف الأعراض الهضمية للأمراض الخطيرة، مثل مرض الاضطرابات الهضمية، وأمراض التهاب الأمعاء وسرطان القولون، مما يؤدي إلى تجنب تشخيصها وعلاجها الصحيح. وتكمن أهمية ذلك مع حالة مرض الاضطرابات الهضمية. نظرًا لأن استهلاك الغلوتين يتم حظره أو تقليله مع اتباع نظام الحمية الغذائة القاسي FODMAP، وبالتالي لا يتم تشخيص مثل هذه الاضطرابات ولا يتم معالجتها ما يترتب عليه مخاطر عدة من مضاعفات صحية خطيرة، بما في ذلك أنواع مختلفة من السرطان.
تم إجراء تجربة عشوائية لمدة ثلاثة أشهر على مرضى متلازمة القولون العصبي، وتم التوصل إلى أن إزالت بعض الأطعمة من النظام الغذائي لهؤلاء المرضى اضهر تحسن في إزالة الأعراض التي تنتجها الأجسام المضادة IgG ضد هذه الأطعمة.
يتم ربط زيادة نفاذية الأمعاء، أو ما يسمى بالأمعاء المتسربة، بحساسية الغذاء  وببعض حالات عدم تحمل الطعام. وتركز الأبحاث حاليًا على أختبار ظروف معينة  وتأثيرات بعض المكونات الغذائية. وهناك عدد من الطرق المستخدمة حاليا للحد من زيادة النفاذية، ولكن تبقى الحاجة ماسة لدراسات إضافية لتقييم فعالية هذه الطرق.